# Sarah Thomason
Sarah "Sally" Grey Thomason é uma linguista estadunidense conhecida por suas pesquisas sobre linguística histórica, contato linguístico, línguas pidgins e crioulas e línguas indígenas americanas. Foi presidente da Sociedade Linguística da América.